# Mike Byster
Michael Byster (nasceu em 5 de março de 1959) é um matemático americano, calculadora humana e educador de matemática. Ele trabalhou como um corretor até ele deixar o trabalho e a se dedicar ele mesmo a ensinar à crianças os métodos dele. Mike é capaz de resolver muitas problemas aritméticos "de cabeça" em velocidades muito rápidas. Durante um estudo feito anos atrás, Byster foi aclamado ter uma das mentes matemáticas mais rápidas do mundo.

## Biografia

### Primeiros anos
Byster cresceu junto com sua irmã mais velha em Chicago no subúrbio de Skokie, Illinois. Os pais dele, Gloria e Dave Byster encorajou nele métodos matemáticos desde à tenra idade. Foi para a Niles North High School e então frequentou a Universidade de Illinois graduando-se bacharel em finanças em 1981.

### Carreira
Byster usava para trabalhar na bolsa de valores, mas depois que o primo dele, um professor de matemática de Chicago da área do ensino médio, convidou-o para mostrar à classe seus atalhos para fazer aritmética de base 10, Byster largou o trabalho para dedicar-se a ensinar os seus métodos para crianças. Após isso, ele continuou a fazer apresentações gratuitamente para escolas de todos o país. Em dezembro de 2003, ele lançou o website Mike's Math, mas foi descontinuado em 2007.
Em 2008, Byster produziu o Brainetics math and memory system. Byster explica que o Brainetics usa ambos lados do cérebro para processar e guardar informação, permitindo qualquer um recordar a informação num ritmo rápido.

### Aparições na mídia
Mike apareceu na ABC 20/20 em 2007. De 2007 até 2010, ele apareceu em programas de televisão muitas vezes. Em 21 de janeiro de 2010, Mike apareceu no Gayle King, programa de rádio de Oprah. Mike também apareceu na The Shopping Channel no Canada e QVC nos Estados Unidos várias vezes. Ele apareceu na Fox News em 8 de junho de 2011. Ele também apareceu na WGN em julho de 2011, Good Day New York em agosto de 2011 e então na Fox News Boston em 27 de outubro de 2011. Ele foi na Afternoon Shift da WBEZ em 27 de setembro de 2013.

### Vida pessoal
Byster casou no começo da década de 1990 e teve um filho a quem ele tem ensinado seus métodos. Ele atualmente reside no subúrbio do norte de Chicago.